# سیاره گمشده: وضعیت نهایی
سیاره گمشده: وضعیت نهایی (به انگلیسی: Lost Planet: Extreme Condition) یک بازی ویدئویی به سبک تیراندازی سوم شخص که توسط شرکت کپکام ساخته و برای پلتفرم‌های اکس‌باکس ۳۶۰، مایکروسافت ویندوز و پلی‌استیشن ۳ منتشر شده‌است. این بازی در ابتدا قرار بود به طور انحصاری برای کنسول اکس‌باکس ۳۶۰ عرضه شود، اما بعدها در ژوئن ۲۰۰۷ برای مایکروسافت ویندوز و فوریه ۲۰۰۸ برای کنسول پلی‌استیشن ۳ منتشر شد.